# 등시 곡선

4개의 공이 다른 위치에서 사이클로이드 곡선을 따라 미끄러지지만 동시에 바닥에 도달한다. 파란색 화살표는 곡선을 따라 점의 가속도를 나타낸다. 맨 위는 시간-위치 다이어그램이다.

등시 곡선을 나타내는 물체

등시 곡선(tautochrone curve, isochrone curve, 고대 그리스어에서 동일을 의미하는 tauto- 와 시간을 의미하는 chrono에서 유래)은 균일한 중력에서 마찰 없이 가장 낮은 지점까지 미끄러지는 물체의 이동 시간이 곡선 위에서 물체가 움직이기 시작하는 시작점의 위치에 관계없이 동일하게 되는 곡선이다. 이 곡선은 사이클로이드이고 이동 시간은 사이클로이드를 생성하는 원의 반지름의 제곱근에 π를 곱하고 이를 중력가속도 값으로 나눈 값과 같다. 등시 곡선은 다른 사이클로이드 곡선인 최단시간 곡선과 관련이 있다.

## 같이 보기
- 최단시간 곡선
- 변분법
- 현수선
- 사이클로이드
- 운동 방정식